# 마이어 구겐하임

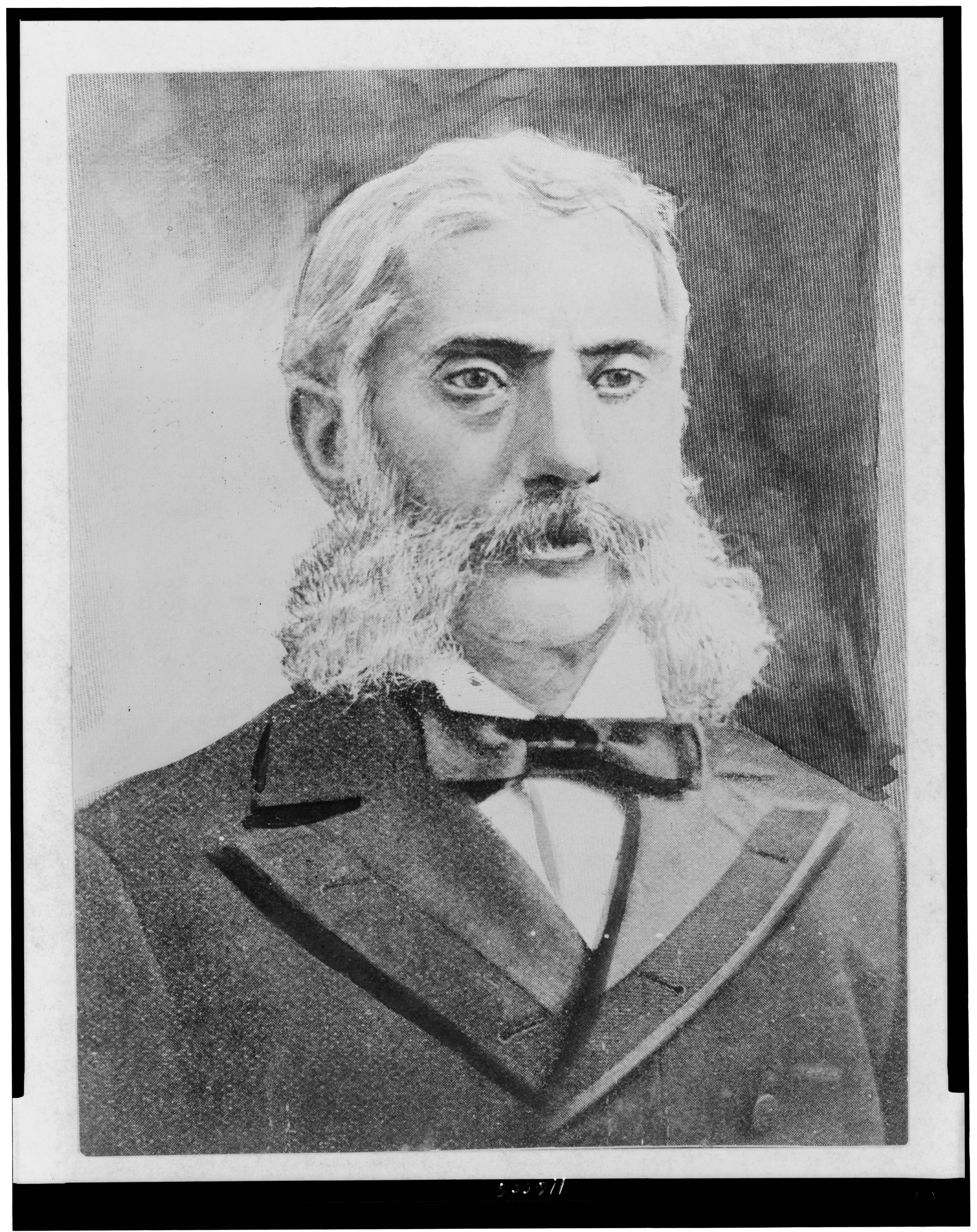
마이어 구겐하임

마이어 구겐하임(Meyer Guggenheim, 1828년 2월 1일 - 1905년 3월 15일)은 구겐하임 가문의 가주이다. 스위스의 아르가우주 렝나우에서, 독일계 유대인 가정에서 태어났다. 1847년에 미국으로 건너와, 초기에는 수입업자 일을 하였고, 이후 광산 경영과 제련업체로 변신하여 큰 성공을 거두었다. 엄청난 대부호가 되어 ‘광산왕’이라는 별명을 얻었다. 아내 바바라와의 사이에 성인 자녀가 10명이 있었다.

## 자녀
- 아이잭 구겐하임 (Isaac Guggenheim 1854-1922)
- 대니얼 구겐하임 (Daniel Guggenheim 1856-1930) - 마이어의 사후 구겐하임 가문의 가주가 되었다. 광산 사업을 확대하고 전 세계적으로 이익을 얻었으며, 형제 중 가장 공적이 컸다.
- 머리 구겐하임 (Murry Guggenheim 1858-1939) - 처음에는 섬유와 자수를 수입했지만, 1881년 경 광산 경영과 제련 사업을 계승했다.
- 솔로몬 R. 구겐하임 (Solomon Robert Guggenheim 1861-1949) - 재단을 통해 현대 미술관 설립에 기여하고 현대 미술을 지원했다.
- 존 사이먼 구겐하임 (John Simon Guggenheim 1867-1941) - 1기에 콜로라도 주지사를 역임했다.
- 벤저민 구겐하임 (Benjamin Guggenheim 1865-1912) - 타이타닉호의 침몰로 사고사.
- 베니타 구겐하임 (Benita Guggenheim) - 마이어의 딸.
- 윌리엄 구겐하임 (William Guggenheim) - 마이어의 막내.

## 같이 보기
- 도금 시대